# 新人王戦 (将棋)
新人王戦（しんじんおうせん）は、しんぶん赤旗及び日本将棋連盟主催の将棋の棋戦。26歳・六段以下（タイトル戦経験者は除く）の棋士などが参加する優勝棋戦（一般棋戦）である。新人王が後にタイトルホルダーやA級棋士などの強豪になったケースは多く、若手プロ棋士の登龍門であるとされている。

## 概要
決勝は三番勝負で、例年10月から11月にかけて行われる。
将棋史上、初めて女流棋士が棋士の公式棋戦（いわゆる「男性棋戦」）への参加を認められたのが新人王戦であり、初の対局は1981年2月19日の第12期新人王戦1回戦、山下カズ子女流名人と高橋道雄四段との一戦であった。同年、蛸島彰子も飯野健二四段と対戦している。

主催は「しんぶん赤旗」（旧・赤旗）。同紙は日本共産党中央機関紙であり、事実上政党が主催者となっている唯一の公式棋戦である。赤旗が棋戦主催に名乗りを上げたのは、第2代議長・初代委員長宮本顕治が将棋を嗜んでいたことに由来し、宮本は存命中、決勝三番勝負を生で観戦するため党本部に程近い将棋会館に出向くこともあった。後に日本将棋連盟会長を務めた米長邦雄は、「個人的には保守強硬だが、政党の中で真っ先にいちばん感謝しなければならないのは共産党」と述べている。

## 方式

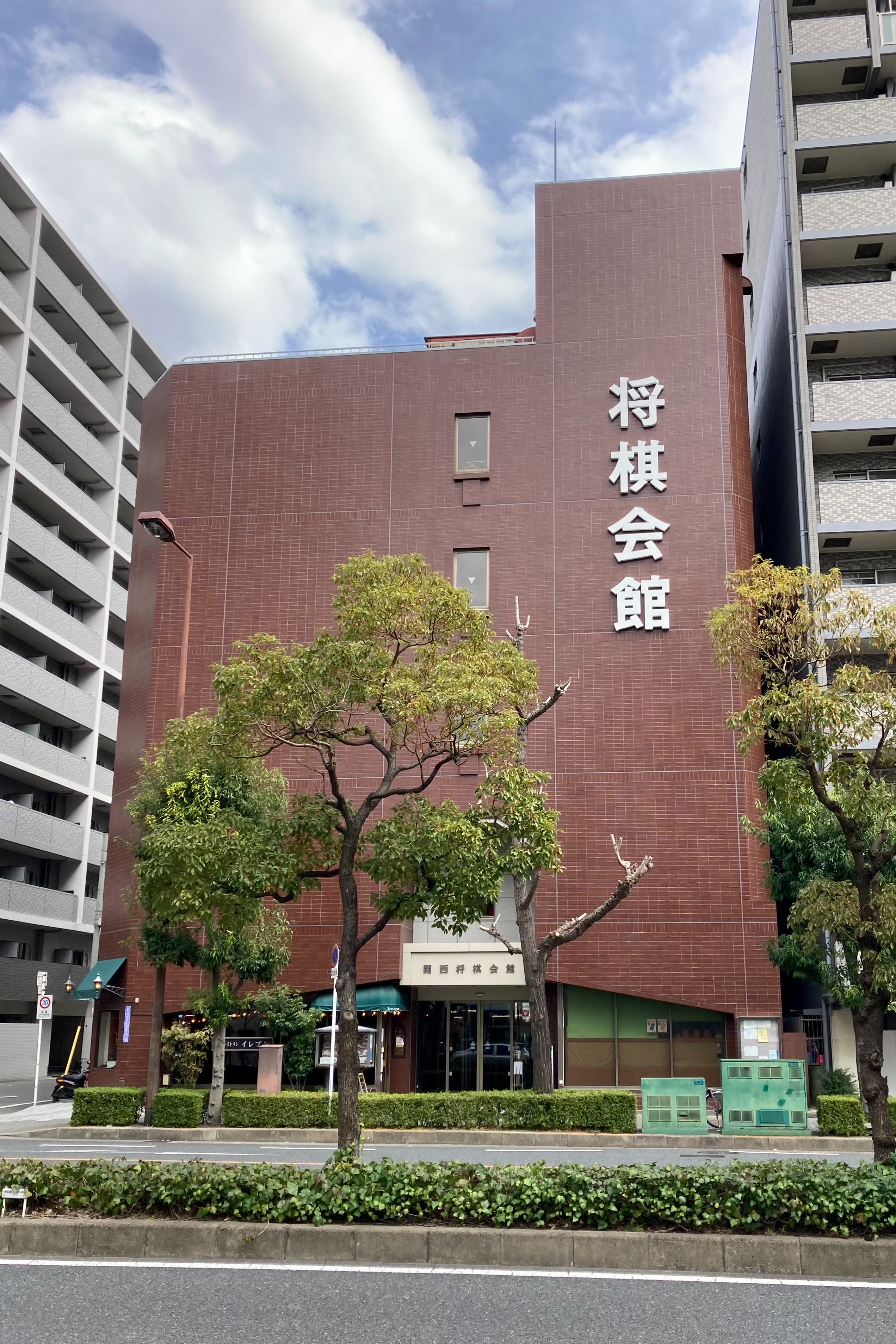
決勝戦対局会場には他の報道機関も取材に訪れる（第49期で優勝最年少記録を出した関西将棋会館）

若手の棋士と女流棋士、アマチュア、奨励会員の計40名が参加するトーナメントを行い優勝者を決定する。
2005年秋から始まった第37期（2006年度）より参加資格がそれまでの制度（後述）から大幅に変更され、定員が42名に固定された。特に、プロの参加が30歳以下から26歳以下に引き下げられたことにより、奨励会三段の出場枠は実質的に大きく広がった。その際に、棋戦名が単なる「新人王戦」から「新人王戦 U-26」に改称された。第39期（2007年度）には再び「新人王戦」に名称が戻された。
第40期（2008年度）には、定員が最大40名（奨励会三段の出場人数は棋士の参加人数以下）に変更された。現在の参加資格は以下のとおり。
1. ) 26歳以下かつ六段以下（ただしタイトル戦経験者を除く）の棋士全員[注釈 3]
2. ) 26歳以下の女流棋士（4名、成績選抜による）[注釈 4]
3. ) アマチュア（1名、赤旗名人、年齢制限無し）[注釈 5][注釈 6]
4. ) 26歳以下かつ（棋戦開始年の）前期の奨励会三段リーグ成績上位者（四段昇段者を除く）

- 三段リーグ成績上位者からは、（40名－「上記1・2・3の合計人数」）の人数が出場する。
- 三段リーグ「成績上位者」には奨励会退会者を含まない。後期三段リーグの「順位上位者」に同じ。

年齢については開始年（= 年度の前年）の10月1日を基準とする。ただし27歳以上でも四段昇段から1年以内の棋士は1回に限り出場できる。
また、囲碁の新人王戦とは異なり、上記の資格を満たしていれば過去の新人王戦優勝経験者も出場できる。
前期ベスト4以上で参加資格のある者はシードされ2回戦からの参加となる。また、棋士は基本的に2回戦からの登場であり、棋士の参加者数によっては女流棋士や奨励会員の一部も2回戦からの参加となる。決勝は三番勝負を行う。持ち時間は全ての対局で各3時間。
第53期より持ち時間がストップウォッチ方式からチェスクロック方式に変更された。

### 記念対局
新人王戦優勝者とタイトル保持者が記念対局を行う。非公式戦であり、成績は通算記録などに算入されない。
記念対局は、第36期（2005年度）まで公式戦であった。優勝者とその年の名人による記念対局が11月頃に行われた。2006年以降はタイトルホルダーのうちの1人との非公式の対局となっている。対局相手はスケジュール等を鑑みて決定される。記念対局が師弟対局になった事例は2例で、第23期（1992年度）新人王戦・記念対局（中原誠名人 対 佐藤秀司新人王）と第50期（2019年度）新人王戦・記念対局（木村一基王位 対 高野智史新人王）で、いずれも新人王側が勝利している。同門兄弟弟子同士の記念対局は第12期（1981年度）新人王戦・記念対局（中原誠名人 対 田中寅彦新人王）の1例のみで、両名とも高柳敏夫門下である。
先後は振り駒を行わず、新人王が先手となる。ただし新人王がタイトルホルダーでもある場合は振り駒により先後を決めることとなっており、2018年までに1999年の藤井猛、2005年の渡辺明（いずれも竜王就位）の2例がある。
対戦成績は、名人との公式戦だった時代は新人王の12勝24敗、タイトルホルダーとの非公式戦となった2006年度から2021年度までは新人王の6勝10敗となっている。

### 特典
棋士の優勝者は、優勝翌年度のNHK杯戦にて、予選免除・本戦シード対象となる「公式棋戦優勝者」として扱われ、本戦1回戦から出場することが出来る（NHK杯戦に出場資格のない奨励会員・アマチュアは対象外だが、奨励会員が新人王戦参加中に四段昇段で棋士となって優勝した場合は本戦シード対象）。

奨励会員については、第44期新人王戦で奨励会三段の都成竜馬が優勝したことを受け、新人王戦で奨励会三段が優勝した場合、「進行中の三段リーグ終了時に次点がつく」という規定が新設された（ただし、この次点2つで四段昇段はできず、フリークラス編入の四段昇段には「三段リーグ3位」がもう一つの次点として必要となる）。

アマチュア及び女流棋士についても、2021年より、優勝した者に棋士編入試験の受験資格が与えられている。
優勝賞金の金額は非公開となっている。

### インターネット配信
新聞主催棋戦の性格上からか、インターネットでのライブ動画配信は行われてこなかったが、第48期（2017年）では3回戦の藤井聡太 対 横山大樹赤旗名人（アマチュア）の対局がAbemaTV将棋チャンネルで配信されたほか、藤井が佐々木大地に敗れた準々決勝の対局と、決勝三番勝負（増田康宏対佐々木大地）がニコニコ生放送も加わって配信された。
第49期（2018年）でも同様に藤井の対局（初戦の2回戦：古森悠太、3回戦：八代弥、準々決勝：近藤誠也、準決勝：青嶋未来、決勝三番勝負：出口若武）が両サイトにより配信されている。さらに第49期を制した藤井と豊島将之二冠（棋聖・王位、対局当時）との記念対局も両局によって収録配信された。

## 以前の棋戦方式

### 第36期（2005年度）以前
第36期以前は棋戦名が単に新人王戦であった。奨励会予選とトーナメント戦により優勝者を決定した。
奨励会予選
奨励会三段の全会員が参加するトーナメントで、6名が本戦に勝ち進めるシステムであった。持ち時間は各1時間。
この奨励会予選は第36期（2005年度 = 奨励会予選が行われたのは2004年）を最後に廃止された。
トーナメント戦
開始年の9月30日時点における
1. ) タイトル保持者を除く30歳以下かつ六段以下の棋士 全員
2. ) 女流棋士 3名（成績選抜による。第36期は30歳以下[注釈 9]）
3. ) 奨励会三段 6名（奨励会予選通過者）
4. ) アマチュア 1名（赤旗名人、第27期以降）

が本戦に参加していた。
1998年度（第30期）には「基準日9月30日」の翌日、1998年10月1日付で七段に昇段した藤井猛が出場しており、これは棋戦開始時に既に七段となっていた唯一の事例である。
トーナメント形式であること、および、決勝が三番勝負であることは、第37期以降と同じであった。持ち時間は各4時間、決勝三番勝負のみ各5時間であり、いずれも第37期以降よりも長かった。

### 創設初期の制度
第1期の開幕局は1969年10月17日に行なわれた（大内延介六段 ●-○ 河口俊彦四段 戦）。
棋戦創設当初は出場資格に年齢の制限がなく、「四段～六段」の現役棋士が全員参加する、40名のトーナメントであった。1969年度後期の旧三段リーグ東西決戦に勝利し四段昇段を決めた坪内利幸も、四段昇段決定7日後の1970年3月に公式戦初戦として第1期に出場している（2回戦から）。
1970年度（第1期）準優勝の橋本三治は44歳、1971年度（第2期）優勝の若松政和は31歳、1974年度（第5期）準優勝の吉田利勝は41歳、1975年度（第6期）準優勝の桜井昇は34歳である。
第6期より奨励会三段にも参加資格が与えられるようになった。新人王戦の観戦記者だった奥山紅樹は1978年の著書『プロ棋士 その強さの秘密』（晩聲社）において、第9期時点の棋戦参加要件について「奨励会二段から、35歳までの六段位棋士（年度途中の昇段者は可）が参加する」と記している。
第12期からは女流棋士にも棋士と同等の出場枠が与えられ、各年2-4名が出場している。

## 記録
- 最長連覇：2連覇 - 丸山忠久、藤井猛、増田康宏
- 最多優勝回数：通算3回 - 森安秀光、森内俊之、藤井猛
- 最年少優勝：16歳2ヶ月 - 藤井聡太（第49期）
- 最年少出場資格喪失：16歳2ヶ月 - 藤井聡太（第49期）[注釈 13]
- 最多出場記録
  - （第36期以前、30歳以下）：通算17回  - 宮田利男、中井広恵＝女流〈制限年齢引き下げ前〉
  - （第37期以降、26歳以下）：通算11回  - 阿部光瑠〈制限年齢引き下げ後〉
- 最高段位出場：七段〈棋戦開始時点〉 - 藤井猛（第30期）[注釈 11]
- 最高段位優勝：七段〈優勝時点〉 - 石田和雄（第7期）、藤井猛（第30期 = 当時竜王[注釈 11]）
- 最低段位優勝：三段 - 都成竜馬（第44期）

### 奨励会三段の最高成績
第44期(2013年度)において、都成竜馬が奨励会員として初めて優勝を果たした。この快挙を受け日本将棋連盟は、「新人王戦で奨励会三段が優勝した場合、進行中の三段リーグ終了時に次点をつける」という規定を2014年1月14日付で新設、2014年4月開始の第55回奨励会三段リーグより適用し、新人王戦優勝の都成には第55回奨励会三段リーグの終了時(2014年9月)に次点が与えられた。
なお優勝者のうち、青野照市（第5期）、森内俊之（第18期）、糸谷哲郎（第37期）、上野裕寿（第54期）の4名は、段位が三段の時に奨励会員としてエントリーされ、棋戦進行中に四段昇段し優勝している。

### アマチュアの最高成績
新人王戦におけるアマチュア選手の参加は、第27期（1996年度）から出場枠が設けられている。
第41期（2010年度）では、元奨励会三段の加來博洋赤旗名人が決勝に進出した。1勝2敗でアマチュア初の公式棋戦優勝には至らなかったものの、アマチュアによる公式棋戦の決勝進出・準優勝は史上初の快挙であった。

### 決勝戦の同門対決
- 第2期の若松政和と森安秀光は共に藤内金吾門下であり、第9期の小阪昇と森安秀光との決勝もまた藤内金吾門下同士である。
- 第12期の田中寅彦と伊藤果は共に高柳敏夫門下である。
- 第54期の藤本渚と上野裕寿は共に井上慶太門下である。

## 歴代決勝結果
- 決勝三番勝負・記念対局の○●は優勝者から見た勝敗（三番勝負は左が第1局）。
- 「年度」は決勝三番勝負が行われた西暦年と同じ。

| 制限年齢引き下げ前（30歳以下）-創設初期は年齢制限はなし | 制限年齢引き下げ前（30歳以下）-創設初期は年齢制限はなし | 制限年齢引き下げ前（30歳以下）-創設初期は年齢制限はなし | 制限年齢引き下げ前（30歳以下）-創設初期は年齢制限はなし | 制限年齢引き下げ前（30歳以下）-創設初期は年齢制限はなし | 制限年齢引き下げ前（30歳以下）-創設初期は年齢制限はなし | 制限年齢引き下げ前（30歳以下）-創設初期は年齢制限はなし   | 制限年齢引き下げ前（30歳以下）-創設初期は年齢制限はなし |
| ------------------------------------------------------- | ------------------------------------------------------- | ------------------------------------------------------- | ------------------------------------------------------- | ------------------------------------------------------- | ------------------------------------------------------- | --------------------------------------------------------- | ------------------------------------------------------- |
| 期                                                      | 年度                                                    | 優勝者                                                  | 勝敗                                                    | 準優勝者                                                |                                                         | 記念対局の勝敗                                            | 記念対局の勝敗                                          |
| 1                                                       | 1970                                                    | 山口英夫                                                | ○○－                                                    | 橋本三治                                                | ●                                                       | 大山康晴                                                  |                                                         |
| 2                                                       | 1971                                                    | 若松政和                                                | ○○－                                                    | 森安秀光                                                | ●                                                       | 大山康晴                                                  |                                                         |
| 3                                                       | 1972                                                    | 石田和雄                                                | ○●○                                                     | 桐山清澄                                                | ○                                                       | 中原誠                                                    |                                                         |
| 4                                                       | 1973                                                    | 森安秀光                                                | ○●○                                                     | 勝浦修                                                  | ○                                                       | 中原誠                                                    |                                                         |
| 5                                                       | 1974                                                    | 青野照市                                                | ○○－                                                    | 吉田利勝                                                | ●                                                       | 中原誠                                                    |                                                         |
| 6                                                       | 1975                                                    | 森安秀光 (2回目)                                        | ○○－                                                    | 桜井昇                                                  | ●                                                       | 中原誠                                                    |                                                         |
| 7                                                       | 1976                                                    | 石田和雄 (2回目)                                        | ○○－                                                    | 森安秀光                                                | ●                                                       | 中原誠                                                    |                                                         |
| 8                                                       | 1977                                                    | 森安秀光 (3回目)                                        | ○○－                                                    | 真部一男                                                | ○                                                       | 中原誠                                                    |                                                         |
| 9                                                       | 1978                                                    | 小阪昇                                                  | ●○○                                                     | 森安秀光                                                | ●                                                       | 中原誠                                                    |                                                         |
| 10                                                      | 1979                                                    | 青野照市 (2回目)                                        | ○○－                                                    | 坪内利幸                                                | ○                                                       | 中原誠                                                    |                                                         |
| 11                                                      | 1980                                                    | 森信雄                                                  | ○○－                                                    | 島朗                                                    | ●                                                       | 中原誠                                                    |                                                         |
| 12                                                      | 1981                                                    | 田中寅彦                                                | ○○－                                                    | 伊藤果                                                  | ●                                                       | 中原誠                                                    |                                                         |
| 13                                                      | 1982                                                    | 小野修一                                                | ○○－                                                    | 島朗                                                    | ●                                                       | 加藤一二三                                                |                                                         |
| 14                                                      | 1983                                                    | 中村修                                                  | ○○－                                                    | 宮田利男                                                | ●                                                       | 谷川浩司                                                  |                                                         |
| 15                                                      | 1984                                                    | 小野修一 (2回目)                                        | ○○－                                                    | 中村修                                                  | ●                                                       | 谷川浩司                                                  |                                                         |
| 16                                                      | 1985                                                    | 井上慶太                                                | ●○○                                                     | 森下卓                                                  | ●                                                       | 中原誠                                                    |                                                         |
| 17                                                      | 1986                                                    | 塚田泰明                                                | ○○－                                                    | 脇謙二                                                  | ○                                                       | 中原誠                                                    |                                                         |
| 18                                                      | 1987                                                    | 森内俊之                                                | ○○－                                                    | 飯田弘之                                                | ●                                                       | 中原誠                                                    |                                                         |
| 19                                                      | 1988                                                    | 羽生善治                                                | ○○－                                                    | 森内俊之                                                | ●                                                       | 谷川浩司                                                  |                                                         |
| 20                                                      | 1989                                                    | 日浦市郎                                                | ○○－                                                    | 中川大輔                                                | ●                                                       | 谷川浩司                                                  |                                                         |
| 21                                                      | 1990                                                    | 森下卓                                                  | ○○－                                                    | 大野八一雄                                              | ●                                                       | 中原誠                                                    |                                                         |
| 22                                                      | 1991                                                    | 森内俊之 (2回目)                                        | ○○－                                                    | 森下卓                                                  | ○                                                       | 中原誠                                                    |                                                         |
| 23                                                      | 1992                                                    | 佐藤秀司                                                | ○○－                                                    | 石飛英二 三段                                           | ○                                                       | 中原誠                                                    |                                                         |
| 24                                                      | 1993                                                    | 森内俊之 (3回目)                                        | ○●○                                                     | 佐藤康光                                                | ●                                                       | 米長邦雄                                                  |                                                         |
| 25                                                      | 1994                                                    | 丸山忠久                                                | ○○－                                                    | 郷田真隆                                                | ●                                                       | 羽生善治                                                  |                                                         |
| 26                                                      | 1995                                                    | 丸山忠久 (2回目)                                        | ●○○                                                     | 深浦康市                                                | ●                                                       | 羽生善治                                                  |                                                         |
| 27                                                      | 1996                                                    | 藤井猛                                                  | ○●○                                                     | 丸山忠久                                                | ○                                                       | 羽生善治                                                  |                                                         |
| 28                                                      | 1997                                                    | 藤井猛 (2回目)                                          | ○○－                                                    | 畠山鎮                                                  | ●                                                       | 谷川浩司                                                  |                                                         |
| 29                                                      | 1998                                                    | 三浦弘行                                                | ○○－                                                    | 畠山成幸                                                | ●                                                       | 佐藤康光                                                  |                                                         |
| 30                                                      | 1999                                                    | 藤井猛 (3回目)                                          | ○○－                                                    | 堀口一史座                                              | ●                                                       | 佐藤康光                                                  |                                                         |
| 31                                                      | 2000                                                    | 山崎隆之                                                | ○●○                                                     | 北浜健介                                                | ○                                                       | 丸山忠久                                                  |                                                         |
| 32                                                      | 2001                                                    | 松尾歩                                                  | ○○－                                                    | 木村一基                                                | ○                                                       | 丸山忠久                                                  |                                                         |
| 33                                                      | 2002                                                    | 木村一基                                                | ●○○                                                     | 鈴木大介                                                | ○                                                       | 森内俊之                                                  |                                                         |
| 34                                                      | 2003                                                    | 田村康介                                                | ○●○                                                     | 行方尚史                                                | ●                                                       | 羽生善治                                                  |                                                         |
| 35                                                      | 2004                                                    | 山崎隆之 (2回目)                                        | ●○○                                                     | 佐藤紳哉                                                | ●                                                       | 森内俊之                                                  |                                                         |
| 36                                                      | 2005                                                    | 渡辺明                                                  | ○○－                                                    | 千葉幸生                                                | ○                                                       | 森内俊之                                                  |                                                         |
| 制限年齢引き下げ後（26歳以下）                          |                                                         |                                                         |                                                         |                                                         |                                                         |                                                           |                                                         |
| 期                                                      | 年度                                                    | 優勝者                                                  | 勝敗                                                    | 準優勝者                                                | 記念対局の勝敗（非公式戦）                              | 記念対局の勝敗（非公式戦）                                |                                                         |
| 37                                                      | 2006                                                    | 糸谷哲郎                                                | ○○－                                                    | 横山泰明                                                | ●                                                       | 森内俊之 名人（棋王）                                     |                                                         |
| 38                                                      | 2007                                                    | 村山慈明                                                | ○○－                                                    | 中村亮介                                                | ●                                                       | 羽生善治 二冠（王座・王将）                               |                                                         |
| 39                                                      | 2008                                                    | 佐藤天彦                                                | ○○－                                                    | 星野良生 三段                                           | ●                                                       | 佐藤康光 棋王                                             |                                                         |
| 40                                                      | 2009                                                    | 広瀬章人                                                | ○○－                                                    | 中村太地                                                | ○                                                       | 羽生善治 名人（王将・王座・棋聖）                         |                                                         |
| 41                                                      | 2010                                                    | 阿部健治郎                                              | ○●○                                                     | 加來博洋 (アマ)                                         | ○                                                       | 久保利明 二冠（王将・棋王）                               |                                                         |
| 42                                                      | 2011                                                    | 佐藤天彦 (2回目)                                        | ●○○                                                     | 豊島将之                                                | ○                                                       | 森内俊之 名人                                             |                                                         |
| 43                                                      | 2012                                                    | 永瀬拓矢                                                | ○●○                                                     | 藤森哲也                                                | ●                                                       | 郷田真隆 棋王                                             |                                                         |
| 44                                                      | 2013                                                    | 都成竜馬 三段                                           | ●○○                                                     | 藤森哲也                                                | ●                                                       | 羽生善治 三冠（王位・王座・棋聖）                         |                                                         |
| 45                                                      | 2014                                                    | 阿部光瑠                                                | ●○○                                                     | 佐々木勇気                                              | ●                                                       | 渡辺明 二冠（王将・棋王）                                 |                                                         |
| 46                                                      | 2015                                                    | 菅井竜也                                                | ●○○                                                     | 大橋貴洸 三段                                           | ●                                                       | 郷田真隆 王将                                             |                                                         |
| 47                                                      | 2016                                                    | 増田康宏                                                | ○○－                                                    | 石田直裕                                                | ●                                                       | 佐藤天彦 名人                                             |                                                         |
| 48                                                      | 2017                                                    | 増田康宏 (2回目)                                        | ○○－                                                    | 佐々木大地                                              | ●                                                       | 中村太地 王座                                             |                                                         |
| 49                                                      | 2018                                                    | 藤井聡太                                                | ○○－                                                    | 出口若武 三段                                           | ○                                                       | 豊島将之 二冠（王位・棋聖）                               |                                                         |
| 50                                                      | 2019                                                    | 高野智史                                                | ●○○                                                     | 増田康宏                                                | ○                                                       | 木村一基 王位                                             |                                                         |
| 51                                                      | 2020                                                    | 池永天志                                                | ○○－                                                    | 齊藤優希 三段                                           | ○                                                       | 渡辺明 名人（棋王・王将）                                 |                                                         |
| 52                                                      | 2021                                                    | 伊藤匠                                                  | ○○－                                                    | 古賀悠聖                                                | ●                                                       | 藤井聡太 竜王（王位・叡王・棋聖）                         |                                                         |
| 53                                                      | 2022                                                    | 服部慎一郎                                              | ●○○                                                     | 黒田尭之                                                | ●                                                       | 渡辺明 名人（棋王）                                       |                                                         |
| 54                                                      | 2023                                                    | 上野裕寿                                                | ○●○                                                     | 藤本渚                                                  | ●                                                       | 藤井聡太 竜王・名人（王位・叡王・王座・棋王・王将・棋聖） |                                                         |
| 55                                                      | 2024                                                    | 服部慎一郎 (2回目)                                      | ○○－                                                    | 高田明浩                                                | ○                                                       | 伊藤匠 叡王                                               |                                                         |

## 各期の出場人数
| 期 | 年度 | 合計 (うち四段以上) | 七段 | 六段 | 五段 | 四段 | 三段以下 | アマ | 女流棋士 | 女流棋士                                     |
| -- | ---- | ------------------- | ---- | ---- | ---- | ---- | -------- | ---- | -------- | -------------------------------------------- |
| 1  | 1970 | 40 (39)             | -    | 15   | 10   | 14   | 01       | -    | -        | -                                            |
| 2  | 1971 | 37 (36)             | -    | 14   | 9    | 13   | 01       | -    | -        | -                                            |
| 3  | 1972 | 39 (38)             | -    | 16   | 8    | 13   | 01       | -    | -        | -                                            |
| 4  | 1973 | 38 (37)             | -    | 14   | 10   | 13   | 01       | -    | -        | -                                            |
| 5  | 1974 | 38 (36)             | -    | 13   | 10   | 13   | 02       | -    | -        | -                                            |
| 6  | 1975 | 45 (31)             | -    | 10   | 12   | 9    | 14       | -    | -        | -                                            |
| 7  | 1976 | 48 (37)             | -    | 11   | 12   | 14   | 11       | -    | -        | -                                            |
| 8  | 1977 | 45 (32)             | -    | 6    | 7    | 19   | 13       | -    | -        | -                                            |
| 9  | 1978 | 47 (32)             | -    | 3    | 7    | 22   | 15       | -    | -        | -                                            |
| 10 | 1979 | 47 (33)             | -    | 4    | 8    | 21   | 14       | -    | -        | -                                            |
| 11 | 1980 | 51 (36)             | -    | 6    | 7    | 23   | 15       | -    | -        | -                                            |
| 12 | 1981 | 53 (42)             | -    | 6    | 10   | 26   | 9        | -    | 2        | 山下カズ子、蛸島彰子                         |
| 13 | 1982 | 53 (44)             | -    | 6    | 11   | 27   | 7        | -    | 2        | 山下カズ子、蛸島彰子                         |
| 14 | 1983 | 53 (46)             | -    | 6    | 15   | 25   | 5        | -    | 2        | 蛸島彰子、林葉直子                           |
| 15 | 1984 | 54 (48)             | -    | 6    | 16   | 26   | 4        | -    | 2        | 林葉直子、中井広恵                           |
| 16 | 1985 | 56 (50)             | -    | 9    | 20   | 21   | 4        | -    | 2        | 林葉直子、長沢千和子                         |
| 17 | 1986 | 55 (49)             | -    | 7    | 18   | 24   | 4        | -    | 2        | 林葉直子、長沢千和子                         |
| 18 | 1987 | 55 (49)             | -    | 6    | 17   | 26   | 4        | -    | 2        | 林葉直子、中井広恵                           |
| 19 | 1988 | 60 (54)             | -    | 6    | 24   | 24   | 4        | -    | 2        | 林葉直子、中井広恵                           |
| 20 | 1989 | 60 (54)             | -    | 8    | 23   | 23   | 4        | -    | 2        | 林葉直子、清水市代                           |
| 21 | 1990 | 48 (42)             | -    | 8    | 16   | 18   | 4        | -    | 2        | 林葉直子、中井広恵                           |
| 22 | 1991 | 47 (40)             | -    | 6    | 17   | 17   | 4        | -    | 3        | 林葉直子、中井広恵、清水市代                 |
| 23 | 1992 | 52 (43)             | -    | 9    | 19   | 15   | 6        | -    | 3        | 林葉直子、中井広恵、清水市代                 |
| 24 | 1993 | 50 (40)             | -    | 10   | 15   | 15   | 7        | -    | 3        | 林葉直子、中井広恵、清水市代                 |
| 25 | 1994 | 47 (38)             | -    | 8    | 15   | 15   | 6        | -    | 3        | 林葉直子、中井広恵、清水市代                 |
| 26 | 1995 | 46 (37)             | -    | 9    | 14   | 14   | 6        | -    | 3        | 中井広恵、清水市代、斎田晴子                 |
| 27 | 1996 | 47 (37)             | -    | 8    | 16   | 13   | 6        | 1    | 3        | 中井広恵、清水市代、斎田晴子                 |
| 28 | 1997 | 44 (34)             | -    | 8    | 13   | 13   | 6        | 1    | 3        | 長沢千和子、中井広恵、清水市代               |
| 29 | 1998 | 45 (35)             | -    | 8    | 12   | 15   | 6        | 1    | 3        | 中井広恵、清水市代、斎田晴子                 |
| 30 | 1999 | 44 (34)             | 1    | 8    | 7    | 18   | 6        | 1    | 3        | 中井広恵、清水市代、斎田晴子                 |
| 31 | 2000 | 44 (34)             | -    | 9    | 8    | 17   | 6        | 1    | 3        | 清水市代、斎田晴子、石橋幸緒                 |
| 32 | 2001 | 42 (32)             | -    | 6    | 7    | 19   | 6        | 1    | 3        | 中井広恵、清水市代、石橋幸緒                 |
| 33 | 2002 | 43 (33)             | -    | 4    | 11   | 18   | 6        | 1    | 3        | 中井広恵、清水市代、斎田晴子                 |
| 34 | 2003 | 44 (34)             | -    | 5    | 9    | 20   | 6        | 1    | 3        | 中井広恵、清水市代、石橋幸緒                 |
| 35 | 2004 | 41 (31)             | -    | 3    | 8    | 20   | 6        | 1    | 3        | 中井広恵、清水市代、石橋幸緒                 |
| 36 | 2005 | 40 (30)             | -    | 1    | 11   | 18   | 6        | 1    | 3        | 石橋幸緒、千葉涼子、矢内理絵子               |
| 37 | 2006 | 42 (20)             | -    | 0    | 6    | 14   | 17       | 1    | 4        | 石橋幸緒、千葉涼子、矢内理絵子、中村真梨花   |
| 38 | 2007 | 42 (20)             | -    | 0    | 4    | 16   | 17       | 1    | 4        | 石橋幸緒、千葉涼子、矢内理絵子、甲斐智美     |
| 39 | 2008 | 42 (18)             | -    | 0    | 3    | 15   | 19       | 1    | 4        | 石橋幸緒、甲斐智美、里見香奈、早水千紗       |
| 40 | 2009 | 40 (19)             | -    | 0    | 3    | 16   | 16       | 1    | 4        | 甲斐智美、里見香奈、早水千紗、鈴木環那       |
| 41 | 2010 | 40 (21)             | -    | 0    | 7    | 14   | 14       | 1    | 4        | 中村真梨花、甲斐智美、里見香奈、上田初美     |
| 42 | 2011 | 40 (23)             | -    | 0    | 7    | 16   | 12       | 1    | 4        | 中村真梨花、里見香奈、鈴木環那、上田初美     |
| 43 | 2012 | 40 (24)             | -    | 0    | 8    | 16   | 12       | 0    | 4        | 中村真梨花、上田初美、室谷由紀、山口恵梨子   |
| 44 | 2013 | 40 (22)             | -    | 0    | 7    | 15   | 13       | 1    | 4        | 中村真梨花、上田初美、鈴木環那、長谷川優貴   |
| 45 | 2015 | 40 (19)             | -    | 0    | 6    | 13   | 16       | 1    | 4        | 中村真梨花、上田初美、鈴木環那、香川愛生     |
| 46 | 2016 | 40 (19)             | -    | 1    | 6    | 12   | 16       | 1    | 4        | 上田初美、室谷由紀、香川愛生、渡部愛         |
| 47 | 2016 | 40 (16)             | -    | 0    | 6    | 10   | 19       | 1    | 4        | 室谷由紀、香川愛生、渡部愛、伊奈川愛菓       |
| 48 | 2017 | 40 (20)             | -    | 3    | 6    | 11   | 15       | 1    | 4        | 香川愛生、西山朋佳、伊藤沙恵、加藤桃子       |
| 49 | 2018 | 40 (21)             | -    | 4    | 6    | 11   | 14       | 1    | 4        | 室谷由紀、香川愛生、西山朋佳、加藤桃子       |
| 50 | 2019 | 40 (18)             | -    | 6    | 4    | 8    | 17       | 1    | 4        | 里見香奈、渡部愛、西山朋佳、伊藤沙恵         |
| 51 | 2020 | 40 (17)             | -    | 3    | 3    | 11   | 18       | 1    | 4        | 室谷由紀、渡部愛、西山朋佳、伊藤沙恵         |
| 52 | 2021 | 40 (20)             | -    | 4    | 3    | 13   | 16       | 0    | 4        | 西山朋佳、伊藤沙恵、加藤桃子、石本さくら     |
| 53 | 2022 | 40 (19)             | -    | 3    | 4    | 12   | 16       | 1    | 4        | 西山朋佳、加藤桃子、山根ことみ、塚田恵梨花   |
| 54 | 2023 | 40 (16)             | -    | 1    | 4    | 11   | 19       | 1    | 4        | 石本さくら、山根ことみ、塚田恵梨花、中澤沙耶 |
| 55 | 2024 | 40 (17)             | -    | 1    | 2    | 14   | 18       | 1    | 4        | 石本さくら、山根ことみ、内山あや、野原未蘭   |
| 56 | 2025 | 40 (18)             | -    | 2    | 3    | 13   | 17       | 1    | 4        | 石本さくら、山根ことみ、内山あや、大島綾華   |